# Pogonophora schomburgkiana
Pogonophora schomburgkiana là một loài thực vật có hoa trong họ Peraceae. Loài này được Miers ex Benth. miêu tả khoa học đầu tiên năm 1854.

## Hình ảnh

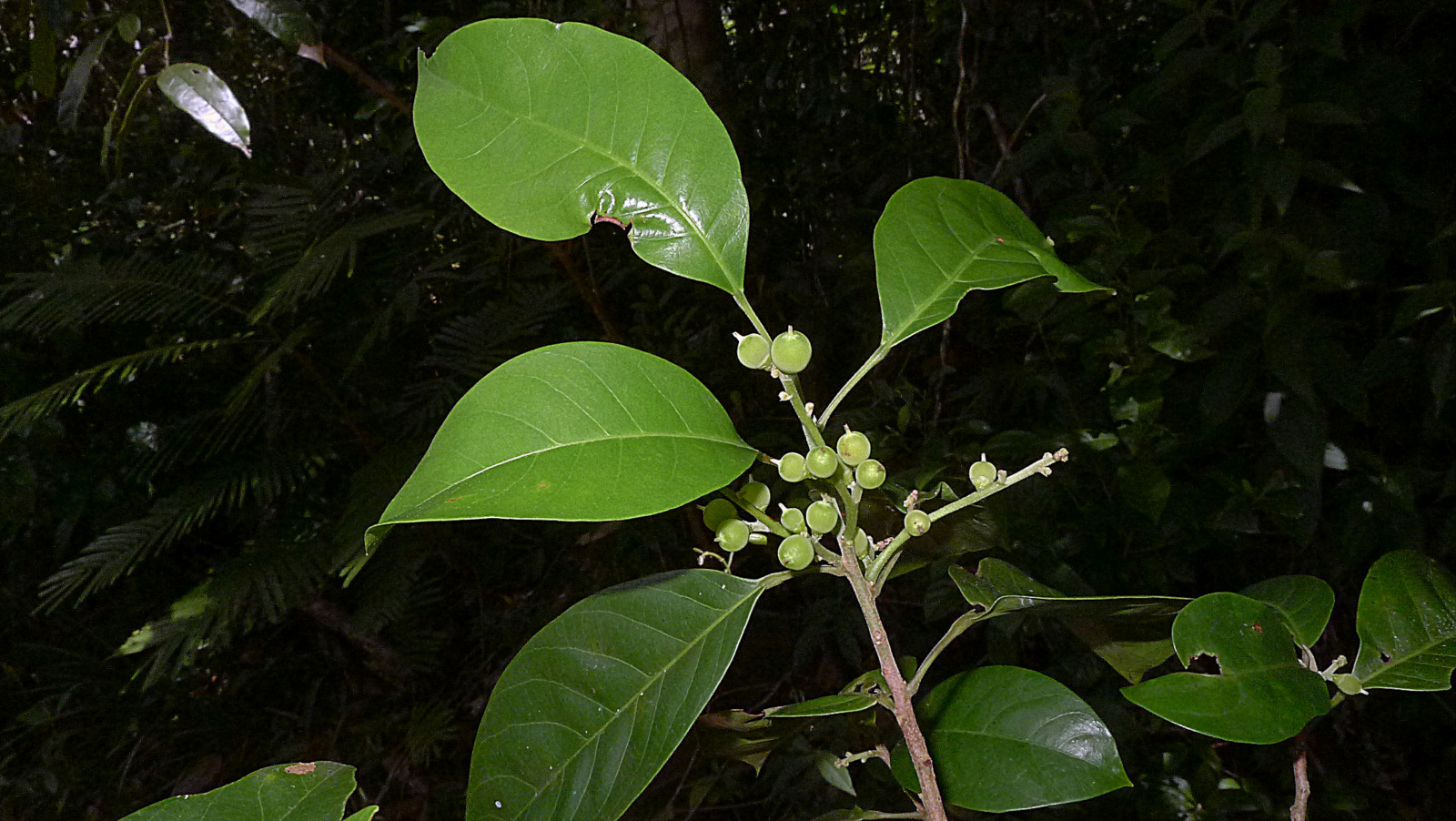
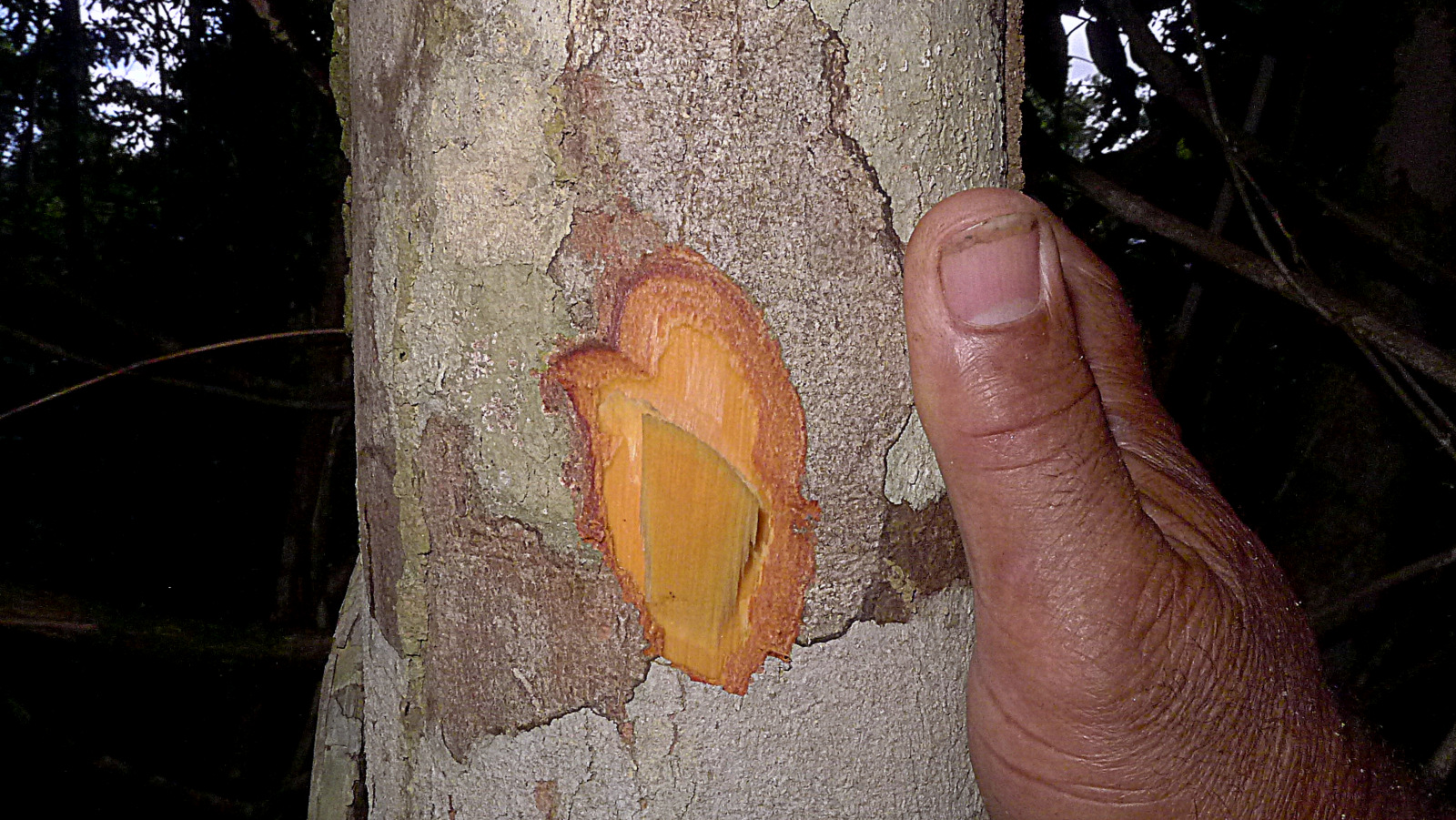
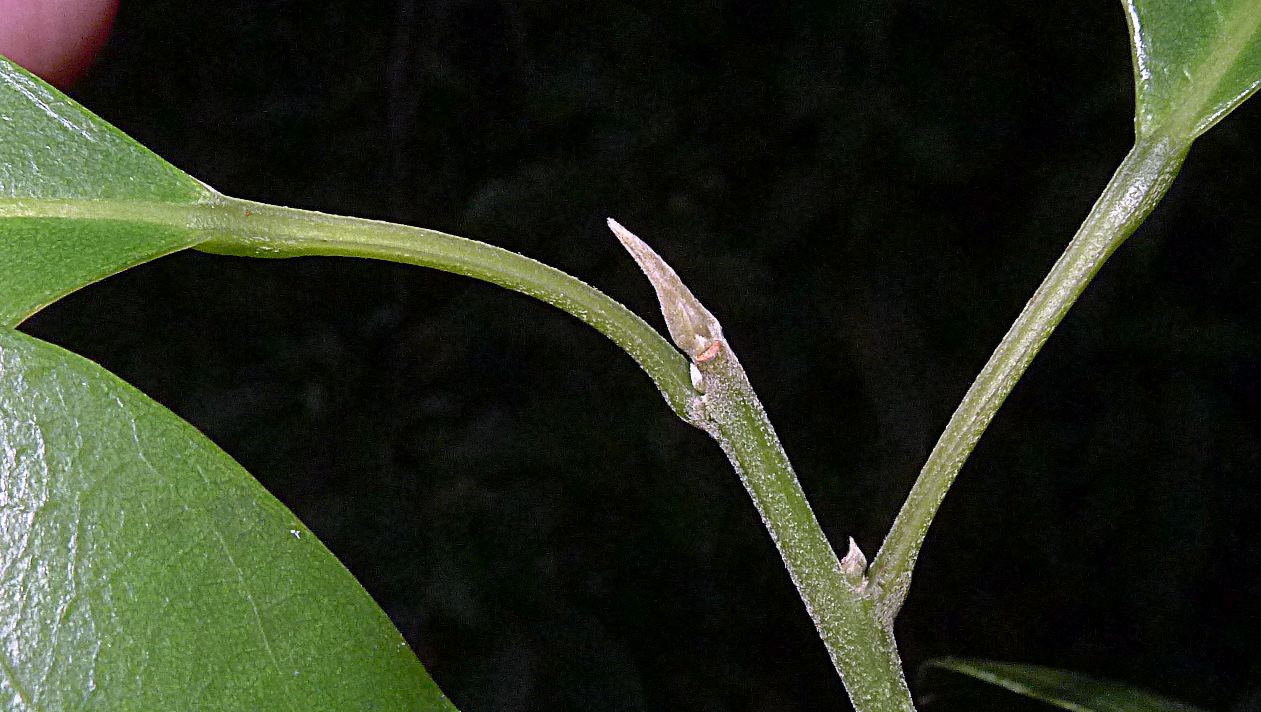
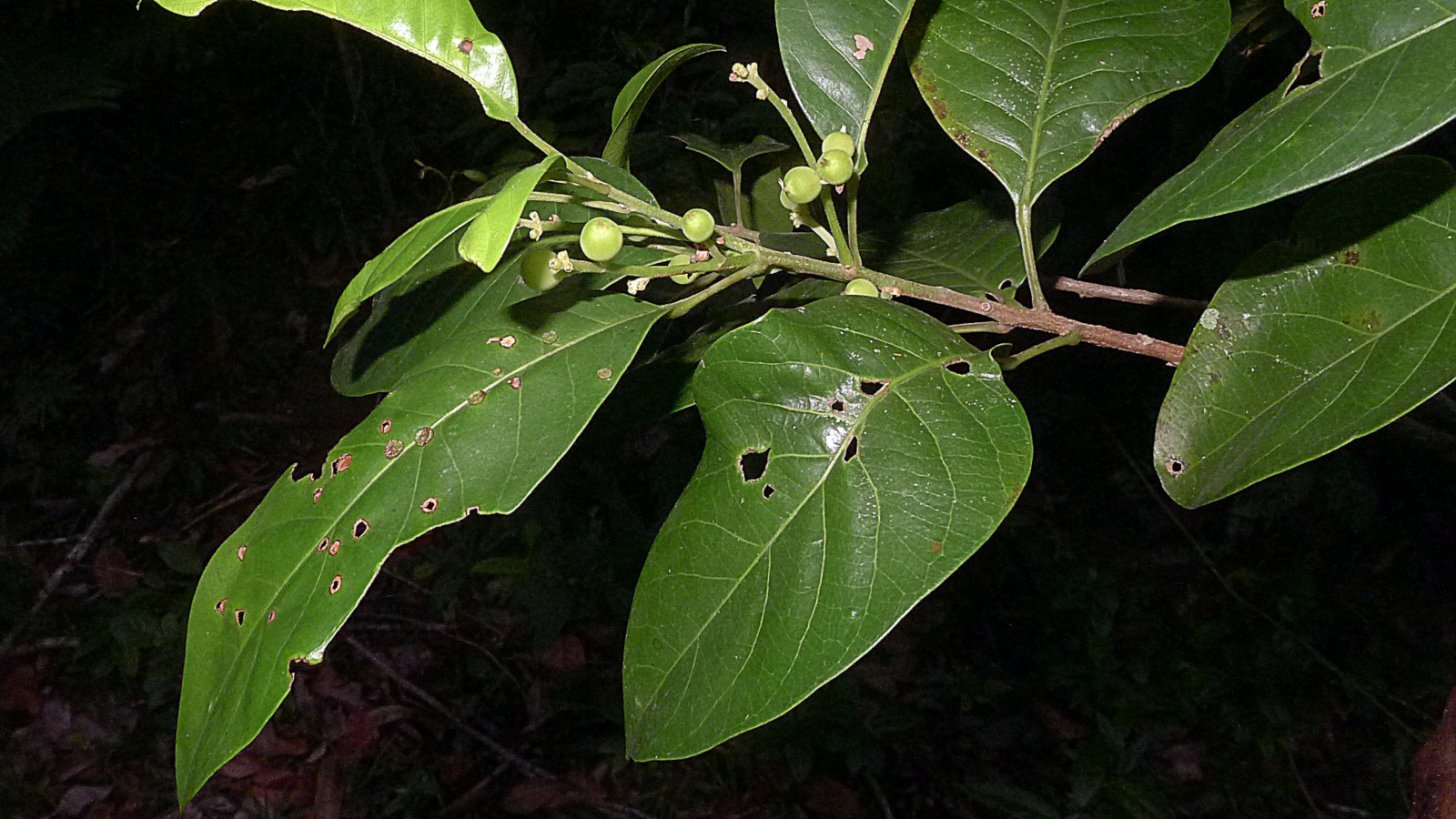